# Erwin Von Der Walde
Erwin von der Walde, (Koblenz, 7 de agosto de 1927 - Bogotá, 17 de junio de 2016) fue un matemático y físico colombiano. Fue profesor de alemán, matemáticas y física en Bogotá.

## Biografía
Nacido en el seno de una familia adinerada, su padre Joseph von der Walde nació el 28 de noviembre de 1902 en Alemania, su madre Erna von der Walde (de soltera Simon). Se graduó de bachillerato en el Colegio de los Hermanos Maristas de Bogotá. En 1948 ingresó a la Universidad Nacional de Colombia donde estudió simultáneamente química y matemáticas. En 1953 se dedicó a la enseñanza de las matemáticas. 
Obtuvo la licenciatura en ciencias matemáticas en 1955 y enseñó alemán en la Universidad Nacional, cuando aún era estudiante. Fue nombrado primer director del Departamento de Matemáticas de la nueva Facultad de Ciencias, creada en 1965. Se jubiló en 1985.